# Финал НБА 2016
Финал НБА 2016 года — заключительная стадия регулярного чемпионата НБА в сезоне 2015/16 и окончание плей-офф. Чемпионы Восточной конференции «Кливленд Кавальерс», сыграли с чемпионами Западной конференции «Голден Стэйт Уорриорз».
«Голден Стэйт Уорриорз» обладал преимуществом своей площадки, так как показатель побед/поражений в сезоне, у них был лучше, чем у чемпионов Восточной конференции.
В финале серия прошла до четырёх побед по схеме: 2+2+1+1+1. 1-я, 2-я, 5-я и 7-я игры прошли на площадке команды «Голден Стэйт Уорриорз». «Кливленд Кавальерс» были хозяевами площадки 3-й, 4-й и 6-й игр. Первая игра была сыграна 2 июня, а седьмой заключительный матч — 19 июня.
«Кливленд» победил «Голден Стейт» со счётом 4—3 и стал чемпионом НБА. Команда впервые стала сильнейшей в Северной Америке, а также в первый раз в истории смогла победить в серии после отставания 3—1.

## Арены
| Окленд              | Окленд КливлендАрены финала НБА 2016 | Кливленд            |
| Оракл арена         | Окленд КливлендАрены финала НБА 2016 | Квикен Лоэнс-арена  |
| Вместимость: 19 596 | Окленд КливлендАрены финала НБА 2016 | Вместимость: 20 562 |
| Оракл арена         | Окленд КливлендАрены финала НБА 2016 | Квикен Лоэнс-арена  |

## Предстояние

### Кливленд Кавальерс
«Кливленд Кавальерс» в третий раз вышли в финал НБА и во второй раз подряд. «Кавальерс» закончили регулярный сезон с 57 победами и заняли первое место в Центральном дивизионе. «Кливленд Кавальерс» в первом раунде плей-офф победил в четырёх матчах «Детройт Пистонс», во втором раунде был сильнее «Атланта Хокс» также сыграв четыре встречи. В финале Восточной конференции «Кавальерс» выиграл у «Торонто Рэпторс» в шести матчах.
22 января главный тренер «Кливленд Кавальерс» Дэвид Блатт был уволен. Команда под его руководством одержала 30 побед и проиграла 11 встреч, и была на первом месте в Восточной конференции. На пост главного тренера «Кавальерс» был назначен Тайронн Лью, который был ассистентом Дэвида Блатта.
Леброн Джеймс вышел в шестой раз подряд в финал НБА.

### Голден Стэйт Уорриорз
«Голден Стэйт Уорриорз» в восьмой раз вышли в финал НБА и во второй раз подряд. «Уорриорз» закончили регулярный сезон с лучшим показателем побед/поражений, одержав 73 победы, и заняв первое место в Тихоокеанском дивизионе. «Голден Стэйт Уорриорз» в первом раунде победил в пяти матчах «Хьюстон Рокетс», во втором раунде был сильнее «Портленд Трэйл Блэйзерс» также сыграв пять встреч. В финале Западной конференции «Уорриорз» выиграл у «Оклахома-Сити Тандер» в семи матчах.
Главный тренер «Голден Стэйт» Стив Керр пропустил первые 43 матча регулярного сезона из-за травмы спины. Его ассистент Люк Уолтон был назначен временно исполняющим главного тренера команды. Под руководством Люка Уолтона «Уорриорз» одержали 39 побед и проиграли 4 матча.

### Плей-офф 2016
| Восточная конференция | Восточная конференция       | Восточная конференция | Восточная конференция | Восточная конференция | Восточная конференция | Восточная конференция |
| №                     | Команда                     | В                     | П                     | %П                    | Отст.                 | И                     |
| --------------------- | --------------------------- | --------------------- | --------------------- | --------------------- | --------------------- | --------------------- |
| 1                     | Кливленд Кавальерс *        | 57                    | 25                    | .695                  | –                     | 82                    |
| 2                     | Торонто Рэпторс *           | 56                    | 26                    | .683                  | 1.0                   | 82                    |
| 3                     | Майами Хит *                | 48                    | 34                    | .585                  | 9.0                   | 82                    |
| 4                     | Атланта Хокс                | 48                    | 34                    | .585                  | 9.0                   | 82                    |
| 5                     | Бостон Селтикс              | 48                    | 34                    | .585                  | 9.0                   | 82                    |
| 6                     | Шарлотт Хорнетс             | 48                    | 34                    | .585                  | 9.0                   | 82                    |
| 7                     | Индиана Пэйсерс             | 45                    | 37                    | .549                  | 12.0                  | 82                    |
| 8                     | Детройт Пистонс             | 44                    | 38                    | .537                  | 13.0                  | 82                    |
| 9                     | Чикаго Буллз                | 42                    | 40                    | .512                  | 15.0                  | 82                    |
| 10                    | Вашингтон Уизардс           | 41                    | 41                    | .500                  | 16.0                  | 82                    |
| 11                    | Орландо Мэджик              | 35                    | 47                    | .427                  | 22.0                  | 82                    |
| 12                    | Милуоки Бакс                | 33                    | 49                    | .402                  | 24.0                  | 82                    |
| 13                    | Нью-Йорк Никс               | 32                    | 50                    | .390                  | 25.0                  | 82                    |
| 14                    | Бруклин Нетс                | 21                    | 61                    | .256                  | 36.0                  | 82                    |
| 15                    | Филадельфия Севенти Сиксерс | 10                    | 72                    | .122                  | 47.0                  | 82                    |

| Западная конференция | Западная конференция    | Западная конференция | Западная конференция | Западная конференция | Западная конференция | Западная конференция |
| №                    | Команда                 | В                    | П                    | %П                   | Отст.                | И                    |
| -------------------- | ----------------------- | -------------------- | -------------------- | -------------------- | -------------------- | -------------------- |
| 1                    | Голден Стэйт Уорриорз * | 73                   | 9                    | .890                 | –                    | 82                   |
| 2                    | Сан-Антонио Спёрс *     | 67                   | 15                   | .817                 | 6.0                  | 82                   |
| 3                    | Оклахома-Сити Тандер *  | 55                   | 27                   | .671                 | 18.0                 | 82                   |
| 4                    | Лос-Анджелес Клипперс   | 53                   | 29                   | .646                 | 20.0                 | 82                   |
| 5                    | Портленд Трэйл Блэйзерс | 44                   | 38                   | .537                 | 29.0                 | 82                   |
| 6                    | Даллас Маверикс         | 42                   | 40                   | .512                 | 31.0                 | 82                   |
| 7                    | Мемфис Гриззлис         | 42                   | 40                   | .512                 | 31.0                 | 82                   |
| 8                    | Хьюстон Рокетс          | 41                   | 41                   | .500                 | 32.0                 | 82                   |
| 9                    | Юта Джаз                | 40                   | 42                   | .488                 | 33.0                 | 82                   |
| 10                   | Сакраменто Кингз        | 33                   | 49                   | .402                 | 40.0                 | 82                   |
| 11                   | Денвер Наггетс          | 33                   | 49                   | .402                 | 40.0                 | 82                   |
| 12                   | Нью-Орлеан Пеликанс     | 30                   | 52                   | .366                 | 43.0                 | 82                   |
| 13                   | Миннесота Тимбервулвз   | 29                   | 53                   | .354                 | 44.0                 | 82                   |
| 14                   | Финикс Санз             | 23                   | 59                   | .280                 | 50.0                 | 82                   |
| 15                   | Лос-Анджелес Лейкерс    | 17                   | 65                   | .207                 | 56.0                 | 82                   |

### Регулярный сезон
| 25 декабря 5:00 PM | Отчёт | Кливленд Кавальерс         | 83:89    | Голден Стэйт Уорриорз | Оракл арена, Окленд, Калифорния Зрителей: 19,596 Судьи: Скотт Фостер, Мэтт Болланд, Кортни Киркланд | ABC |
| 25 декабря 5:00 PM | Отчёт | 19–28, 23–17, 17–19, 24–25 |          |                       | Оракл арена, Окленд, Калифорния Зрителей: 19,596 Судьи: Скотт Фостер, Мэтт Болланд, Кортни Киркланд | ABC |
| 25 декабря 5:00 PM | Отчёт | Джеймс 25                  | Очки     | Грин 22               | Оракл арена, Окленд, Калифорния Зрителей: 19,596 Судьи: Скотт Фостер, Мэтт Болланд, Кортни Киркланд | ABC |
| 25 декабря 5:00 PM | Отчёт | Лав 18                     | Подборы  | Грин 15               | Оракл арена, Окленд, Калифорния Зрителей: 19,596 Судьи: Скотт Фостер, Мэтт Болланд, Кортни Киркланд | ABC |
| 25 декабря 5:00 PM | Отчёт | Лав 4                      | Передачи | Грин, Карри по 7      | Оракл арена, Окленд, Калифорния Зрителей: 19,596 Судьи: Скотт Фостер, Мэтт Болланд, Кортни Киркланд | ABC |

| 18 января 9:00 PM | Отчёт | Голден Стэйт Уорриорз      | 132:98   | Кливленд Кавальерс | Квикен Лоэнс-арена, Кливленд, Огайо Зрителей: 20,562 Судьи: Кен Мауэр, Кейн Фицджеральд, Тре Мэддокс | TNT |
| 18 января 9:00 PM | Отчёт | 34–21, 36–23, 34–23, 28–31 |          |                    | Квикен Лоэнс-арена, Кливленд, Огайо Зрителей: 20,562 Судьи: Кен Мауэр, Кейн Фицджеральд, Тре Мэддокс | TNT |
| 18 января 9:00 PM | Отчёт | Карри 35                   | Очки     | Джеймс 16          | Квикен Лоэнс-арена, Кливленд, Огайо Зрителей: 20,562 Судьи: Кен Мауэр, Кейн Фицджеральд, Тре Мэддокс | TNT |
| 18 января 9:00 PM | Отчёт | Грин 7                     | Подборы  | Лав 6              | Квикен Лоэнс-арена, Кливленд, Огайо Зрителей: 20,562 Судьи: Кен Мауэр, Кейн Фицджеральд, Тре Мэддокс | TNT |
| 18 января 9:00 PM | Отчёт | Грин 10                    | Передачи | Деллаведова 6      | Квикен Лоэнс-арена, Кливленд, Огайо Зрителей: 20,562 Судьи: Кен Мауэр, Кейн Фицджеральд, Тре Мэддокс | TNT |

## Серия

### 1 матч
| 2 июня 9:00 PM | Отчёт | Кливленд Кавальерс                             | 89:104   | Голден Стэйт Уорриорз | Оракл арена, Окленд, Калифорния Зрителей: 19,596 Судьи: Кен Мауэр, Марк Дэвис, Эд Маллой | ABC |
| 2 июня 9:00 PM | Отчёт | 24–28, 19–24, 25–22, 21–30                     |          |                       | Оракл арена, Окленд, Калифорния Зрителей: 19,596 Судьи: Кен Мауэр, Марк Дэвис, Эд Маллой | ABC |
| 2 июня 9:00 PM | Отчёт | Ирвинг 26                                      | Очки     | Ливингстон 20         | Оракл арена, Окленд, Калифорния Зрителей: 19,596 Судьи: Кен Мауэр, Марк Дэвис, Эд Маллой | ABC |
| 2 июня 9:00 PM | Отчёт | Лав 13                                         | Подборы  | Грин 11               | Оракл арена, Окленд, Калифорния Зрителей: 19,596 Судьи: Кен Мауэр, Марк Дэвис, Эд Маллой | ABC |
| 2 июня 9:00 PM | Отчёт | Джеймс 9                                       | Передачи | Грин 7                | Оракл арена, Окленд, Калифорния Зрителей: 19,596 Судьи: Кен Мауэр, Марк Дэвис, Эд Маллой | ABC |
| 2 июня 9:00 PM | Отчёт | Голден Стэйт Уорриорз вышел вперед в серии 1–0 |          |                       | Оракл арена, Окленд, Калифорния Зрителей: 19,596 Судьи: Кен Мауэр, Марк Дэвис, Эд Маллой | ABC |

«Голден Стэйт Уорриорз» победили «Кливленд Кавальерс» в первом матче финала НБА со счетом 104 на 89. «Кливленд» вышел вперед в матче со счетом 68 на 67, но «Голден Стэйт» сделали рывок 29 на 8, выигрывая по ходу матча в начале четвертой четверти со счетом 96 на 76. Затем «Кавальерс» сократили отставание до 11 очков в матче. Но после рывка «Кливленда» трёхочковые броски, забитые Стефеном Карри и Клеем Томпсоном, окончательно повернули ход матча в пользу «Голден Стэйт Уорриорз». Стефен Карри и Клей Томпсон набрали на двоих 20 очков. Запасные игроки «Уорриорз» выиграли свой матч у скамейки «Кавальерс» со счетом 45 на 10. Шон Ливингстон провёл самый результативный матч в плей-офф в своей карьере. Он набрал 20 очков. Самым результативным игроком матча стал Кайри Ирвинг с 26 очками. Леброну Джеймсу не хватило одного результативного паса партнеру до трипл-дабла. В статистическом протоколе матча на его счету было 23 очка, 12 подборов, 9 передач.

### 2 матч
| 5 июня 8:00 PM | Отчёт | Кливленд Кавальерс                      | 77:110   | Голден Стэйт Уорриорз | Оракл арена, Окленд, Калифорния Зрителей: 19,596 Судьи: Скотт Фостер, Тони Брадерс, Джеймс Кэйперс | ABC |
| 5 июня 8:00 PM | Отчёт | 21–19, 23–33, 18–30, 15–28              |          |                       | Оракл арена, Окленд, Калифорния Зрителей: 19,596 Судьи: Скотт Фостер, Тони Брадерс, Джеймс Кэйперс | ABC |
| 5 июня 8:00 PM | Отчёт | Джеймс 19                               | Очки     | Грин 28               | Оракл арена, Окленд, Калифорния Зрителей: 19,596 Судьи: Скотт Фостер, Тони Брадерс, Джеймс Кэйперс | ABC |
| 5 июня 8:00 PM | Отчёт | Джеймс 8                                | Подборы  | Карри 9               | Оракл арена, Окленд, Калифорния Зрителей: 19,596 Судьи: Скотт Фостер, Тони Брадерс, Джеймс Кэйперс | ABC |
| 5 июня 8:00 PM | Отчёт | Джеймс 9                                | Передачи | Три игрока по 5       | Оракл арена, Окленд, Калифорния Зрителей: 19,596 Судьи: Скотт Фостер, Тони Брадерс, Джеймс Кэйперс | ABC |
| 5 июня 8:00 PM | Отчёт | Голден Стэйт Уорриорз повёл в серии 2–0 |          |                       | Оракл арена, Окленд, Калифорния Зрителей: 19,596 Судьи: Скотт Фостер, Тони Брадерс, Джеймс Кэйперс | ABC |

«Голден Стэйт Уорриорз» разгромил «Кливленд Кавальерс» со счетом 110 на 77, и повёл в серии два ноль. «Кливленд» лидировал в матче со счетом 28 на 22 в начале второй четверти, но «Голден Стэйт» следом совершили рывок со счетом 20 на 2. В оставшийся части второй четверти «Уорриорз» забили 30 очков, а пропустили в свое кольцо 10. Кевин Лав во время рывка «Голден Стэйт» получил травмы головы во время борьбы за подбор на своем щите. Он остался на паркете во второй четверти и не смог играть во второй половине матча. «Голден Стэйт Уорриорз» доминировали во второй половине матча. За её время игроки «Кливленд Кавальерс» набрали 33 очка, а пропустили 58. Дрэймонд Грин стал самым результативным игроком матча с 28 очками (он забил 5 бросков из-за дуги из 8 попыток). Стефен Карри и Клей Томпсон набрали 18 и 17 очков соответственно, каждый из них забил по 4 трёхочковых броска. На счете Леброна Джеймса было 19 очков, 8 подборов и 9 передач, к ним он добавил 7 потерь.

### 3 матч
| 8 июня 9:00 PM | Отчёт | Голден Стэйт Уорриорз                        | 90:120   | Кливленд Кавальерс | Квикен Лоэнс-арена, Кливленд, Огайо Зрителей: 20,562 Судьи: Монти Маккатчен , Деррик Стэффорд, Зак Зарба | ABC |
| 8 июня 9:00 PM | Отчёт | 16–33, 27–18, 26–38, 21–31                   |          |                    | Квикен Лоэнс-арена, Кливленд, Огайо Зрителей: 20,562 Судьи: Монти Маккатчен , Деррик Стэффорд, Зак Зарба | ABC |
| 8 июня 9:00 PM | Отчёт | Карри 19                                     | Очки     | Джеймс 32          | Квикен Лоэнс-арена, Кливленд, Огайо Зрителей: 20,562 Судьи: Монти Маккатчен , Деррик Стэффорд, Зак Зарба | ABC |
| 8 июня 9:00 PM | Отчёт | Барнс 8                                      | Подборы  | Томпсон 13         | Квикен Лоэнс-арена, Кливленд, Огайо Зрителей: 20,562 Судьи: Монти Маккатчен , Деррик Стэффорд, Зак Зарба | ABC |
| 8 июня 9:00 PM | Отчёт | Грин 7                                       | Передачи | Ирвинг 8           | Квикен Лоэнс-арена, Кливленд, Огайо Зрителей: 20,562 Судьи: Монти Маккатчен , Деррик Стэффорд, Зак Зарба | ABC |
| 8 июня 9:00 PM | Отчёт | Кливленд Кавальерс сократил счет в серии 1–2 |          |                    | Квикен Лоэнс-арена, Кливленд, Огайо Зрителей: 20,562 Судьи: Монти Маккатчен , Деррик Стэффорд, Зак Зарба | ABC |

«Кливленд Кавальерс» разгромил «Голден Стэйт Уорриорз» со счетом 120 на 90, и сократил отставание в серии до одной победы. Первые девять очков в матче набрали игроки «Кливленда». В первой четверти они забили 70 процентов бросков с игры, а игроки «Голден Стэйт» – 35. Счет в первой четверти был 33 на 16 в пользу «Кливленд Кавальерс». По итогом второй четверти «Голден Стэйт Уорриорз» смогли сократить свое отставание в счете до восьми. Во второй половине матча Леброн Джеймс, Кайри Ирвинг и Джей Ар Смит возглавили прорыв «Кавальерс»: разница в счете в матче по мере его окончания увеличивалась в пользу «Кливленда». Кевин Лав не играл в матче, его место в стартовом составе занял Ричард Джефферсон. Леброн Джеймс стал самым результативным игроком матча с 32 очками. Ещё 30 баллов в графе результативность было у Кайри Ирвинга. На счету Стефена Карри было 19 очков, из них в первой половине он набрал только два очка. 

### 4 матч
| 10 июня 9:00 PM | Отчёт | Голден Стэйт Уорриорз                   | 108:97   | Кливленд Кавальерс | Квикен Лоэнс-арена, Кливленд, Огайо Зрителей: 20,562 Судьи: Дэн Кроуфорд, Майк Кэллахан, Джейсон Филлипс | ABC |
| 10 июня 9:00 PM | Отчёт | 29–28, 21–27, 29–22, 29–20              |          |                    | Квикен Лоэнс-арена, Кливленд, Огайо Зрителей: 20,562 Судьи: Дэн Кроуфорд, Майк Кэллахан, Джейсон Филлипс | ABC |
| 10 июня 9:00 PM | Отчёт | Карри 38                                | Очки     | Ирвинг 34          | Квикен Лоэнс-арена, Кливленд, Огайо Зрителей: 20,562 Судьи: Дэн Кроуфорд, Майк Кэллахан, Джейсон Филлипс | ABC |
| 10 июня 9:00 PM | Отчёт | Грин 12                                 | Подборы  | Джеймс 13          | Квикен Лоэнс-арена, Кливленд, Огайо Зрителей: 20,562 Судьи: Дэн Кроуфорд, Майк Кэллахан, Джейсон Филлипс | ABC |
| 10 июня 9:00 PM | Отчёт | Игудала 7                               | Передачи | Джеймс 9           | Квикен Лоэнс-арена, Кливленд, Огайо Зрителей: 20,562 Судьи: Дэн Кроуфорд, Майк Кэллахан, Джейсон Филлипс | ABC |
| 10 июня 9:00 PM | Отчёт | Голден Стэйт Уорриорз повёл в серии 3–1 |          |                    | Квикен Лоэнс-арена, Кливленд, Огайо Зрителей: 20,562 Судьи: Дэн Кроуфорд, Майк Кэллахан, Джейсон Филлипс | ABC |

«Голден Стэйт Уорриорз» победили «Кливленд Кавальерс» со счетом 108 на 97, и повели в серии с преимуществом в две победы. По итогам первой половины матча «Кливленд Кавальерс» лидировали в счете пять очков. Но в середине третьей четверти игроки «Голден Стэйт Уорриорз» сравняли счет в матче и вышли вперед. Они наращивали преимущество в счете до конца матча. Во второй половине матча в составе «Кавальерс» в основном дуэт Леброна Джеймса и Кайри Ирвинга бросал по кольцу и забивал броски с игры. В концовке матча между Леброном Джеймсом и Дрэймондом Грином произошел конфликт. «Голден Стэйт Уорриорз» стала первой командой, которая в финале НБА забила 17 трёхочковых. Стефен Карри стал самым результативным игроком матча с 38 очками, за первые три матча серии он набрал 48 очков. У проигравших на счету Кайри Ирвинга было 34 балла в графе результативность. Леброну Джеймсу не хватило одного результативного паса партнеру до трипл-дабла. В статистическом протоколе матча на его счету было 25 очков, 13 подборов, 9 передач. На счету Джеймса было также 7 потерь.

### 5 матч
| 13 июня 9:00 PM | Отчёт | Кливленд Кавальерс                           | 112:97   | Голден Стэйт Уорриорз | Оракл арена, Окленд, Калифорния Зрителей: 19,596 Судьи: Монти МакКатчен, Марк Дэвис, Деррик Стэффорд | ABC |
| 13 июня 9:00 PM | Отчёт | 32–29, 29–32, 32–23, 19–13                   |          |                       | Оракл арена, Окленд, Калифорния Зрителей: 19,596 Судьи: Монти МакКатчен, Марк Дэвис, Деррик Стэффорд | ABC |
| 13 июня 9:00 PM | Отчёт | Ирвинг, Джеймс 41                            | Очки     | Томпсон 37            | Оракл арена, Окленд, Калифорния Зрителей: 19,596 Судьи: Монти МакКатчен, Марк Дэвис, Деррик Стэффорд | ABC |
| 13 июня 9:00 PM | Отчёт | Джеймс 16                                    | Подборы  | Игудала 11            | Оракл арена, Окленд, Калифорния Зрителей: 19,596 Судьи: Монти МакКатчен, Марк Дэвис, Деррик Стэффорд | ABC |
| 13 июня 9:00 PM | Отчёт | Джеймс 7                                     | Передачи | Игудала 6             | Оракл арена, Окленд, Калифорния Зрителей: 19,596 Судьи: Монти МакКатчен, Марк Дэвис, Деррик Стэффорд | ABC |
| 13 июня 9:00 PM | Отчёт | Кливленд Кавальерс сократил счёт в серии 2–3 |          |                       | Оракл арена, Окленд, Калифорния Зрителей: 19,596 Судьи: Монти МакКатчен, Марк Дэвис, Деррик Стэффорд | ABC |

«Кливленд Кавальерс» победил «Голден Стэйт Уорриорз» со счетом 112 на 97, и сократил отставание в серии до одной победы. Дрэймонд Грин пропустил игру из-за дисквалификации, наложенной на него лигой. Вместо него в стартовом составе хозяев паркета вышел Андре Игудала. По итогам первой половины матча счет был равным 61 на 61. В третьей четверти травму получил центровой «Уорриорз» Эндрю Богут, который не смог продолжить матч. «Кливленд Кавальерс» захватил преимущество в счете в третьей четверти и увеличил разницу в счете в четвертой. Игроки «Голден Стэйт» смогли забить только 3 трёхочковых броска из 21 попытки во второй половине матча. Леброн Джеймс и Кайри Ирвинг стали самыми результативными игроки матча с 41 очками. Они стали первым дуэтом игроков из одной команды в истории лиги, которым удалось в одном матче финала НБА одновременно набрать свыше 40 очков. У проигравших на счету Клея Томпсона было 37 баллов в графе результативность.

### 6 матч
| 16 июня 9:00 PM | Отчёт | Голден Стэйт Уорриорз                       | 101:115  | Кливленд Кавальерс | Квикен Лоэнс-арена, Кливленд, Огайо Зрителей: 20,562 Судьи: Скотт Фостер, Кен Мауэр, Джейсон Филлипс | ABC |
| 16 июня 9:00 PM | Отчёт | 11–31, 32–28, 28–21, 30–35                  |          |                    | Квикен Лоэнс-арена, Кливленд, Огайо Зрителей: 20,562 Судьи: Скотт Фостер, Кен Мауэр, Джейсон Филлипс | ABC |
| 16 июня 9:00 PM | Отчёт | Карри 30                                    | Очки     | Джеймс 41          | Квикен Лоэнс-арена, Кливленд, Огайо Зрителей: 20,562 Судьи: Скотт Фостер, Кен Мауэр, Джейсон Филлипс | ABC |
| 16 июня 9:00 PM | Отчёт | Грин 10                                     | Подборы  | Томпсон 16         | Квикен Лоэнс-арена, Кливленд, Огайо Зрителей: 20,562 Судьи: Скотт Фостер, Кен Мауэр, Джейсон Филлипс | ABC |
| 16 июня 9:00 PM | Отчёт | Грин 6                                      | Передачи | Джеймс 11          | Квикен Лоэнс-арена, Кливленд, Огайо Зрителей: 20,562 Судьи: Скотт Фостер, Кен Мауэр, Джейсон Филлипс | ABC |
| 16 июня 9:00 PM | Отчёт | Кливленд Кавальерс сравнял счёт в серии 3–3 |          |                    | Квикен Лоэнс-арена, Кливленд, Огайо Зрителей: 20,562 Судьи: Скотт Фостер, Кен Мауэр, Джейсон Филлипс | ABC |

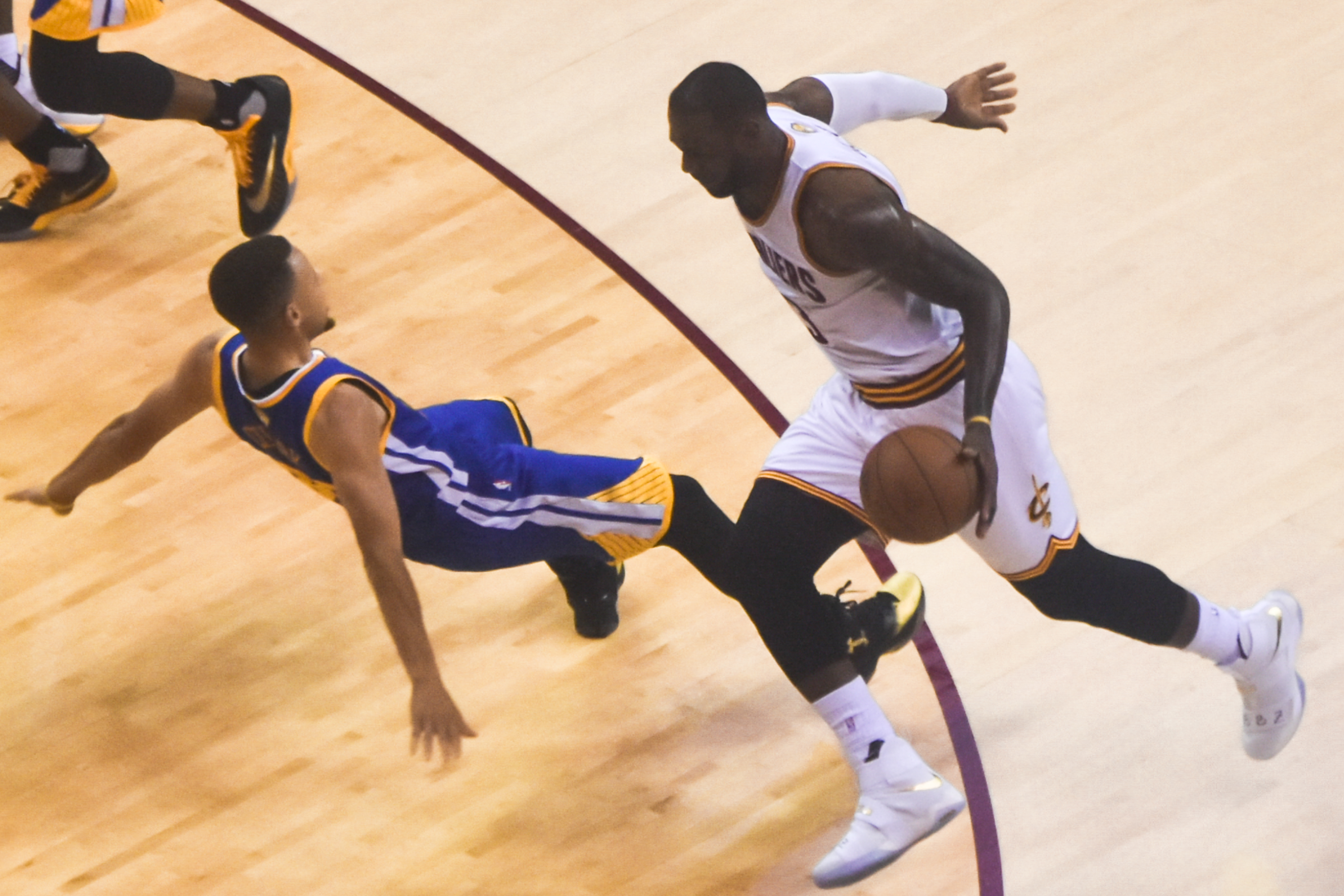
Леброн Джеймс и Стефен Карри в шестой игре финальной серии

«Кливленд Кавальерс» победил «Голден Стэйт Уорриорз» со счетом 115 на 101, и сравнял счет в серии. У «Голден Стэйт» Дрэймонд Грин отбыл дисквалификацию на один матч, но матч пропускал из-за травмы Эндрю Богут. Игроки «Кливленд Кавальерс» набрали первые 8 очков в матче. В первой четверти они забили в кольцо гостей 31 очка, а пропустили в свое 11. Усилиями Стефена Карри и Клея Томпсона во второй четверти удалось немножко сократить отставание в счете. Во временном отрезке, захватывающим третью и четвертую четверти, «Голден Стэйт Уорриорз» сделали рывок со счетом 25 на 10. Но по ходу четвертой четверти Леброн Джеймс набрал подряд 18 очков для «Кавальерс». За 4 минуты и 22 секунды до конца четвертой четверти Стефен Карри получил 6 персональное замечание. Стефен из-за перебора фолов больше не смог продолжить игру. Следом судьи выписали ему технический фол и он был удален с площадки. После этого «Кливленд Кавальерс» довёл матч до победы. Леброн Джеймс стал самым результативным игроком матча с 41 очками. На его счету было ещё 11 передач и 8 подборов. У проигравших гостей 30 очков набрал Стефен Карри.
«Кливленд Кавальерс», который проигрывал по ходу финальной серии один-три, стал третьей командой в истории НБА, которая добилась права на участие в седьмом матче финала НБА. Леброн Джеймс стал пятым игроком в истории лиги, который смог набрать не менее 40 очков в двух матчах подряд финальной серии НБА.

### 7 матч
| 19 июня 8:00 PM | Отчёт | Кливленд Кавальерс                     | 93:89    | Голден Стэйт Уорриорз | Оракл арена, Окленд, Калифорния Зрителей: 19,596 Судьи: Дэн Кроуфорд, Майк Кэллахан, Монти МакКатчен | ABC |
| 19 июня 8:00 PM | Отчёт | 23–22, 19–27, 33–27, 18–13             |          |                       | Оракл арена, Окленд, Калифорния Зрителей: 19,596 Судьи: Дэн Кроуфорд, Майк Кэллахан, Монти МакКатчен | ABC |
| 19 июня 8:00 PM | Отчёт | Джеймс 27                              | Очки     | Грин 32               | Оракл арена, Окленд, Калифорния Зрителей: 19,596 Судьи: Дэн Кроуфорд, Майк Кэллахан, Монти МакКатчен | ABC |
| 19 июня 8:00 PM | Отчёт | Лав 14                                 | Подборы  | Грин 15               | Оракл арена, Окленд, Калифорния Зрителей: 19,596 Судьи: Дэн Кроуфорд, Майк Кэллахан, Монти МакКатчен | ABC |
| 19 июня 8:00 PM | Отчёт | Джеймс 11                              | Передачи | Грин 9                | Оракл арена, Окленд, Калифорния Зрителей: 19,596 Судьи: Дэн Кроуфорд, Майк Кэллахан, Монти МакКатчен | ABC |
| 19 июня 8:00 PM | Отчёт | Кливленд Кавальерс стал чемпионом, 4–3 |          |                       | Оракл арена, Окленд, Калифорния Зрителей: 19,596 Судьи: Дэн Кроуфорд, Майк Кэллахан, Монти МакКатчен | ABC |

«Кливленд Кавальерс» победил «Голден Стэйт Уорриорз» со счетом 93 на 89, и стал чемпионом НБА. Матч получился очень закрытым и упорным: 20 раз менялся лидер по ходу встречи и 11 раз счет на табло был равным. По итогам первой половины игры игроки «Голден Стэйт Уорриорз» набрали 49 очков и пропустили в свое кольцо 42. Во второй половине встречи «Кливленд Кавальерс» предпринимал попытки уйти в отрыв в счете, но «Голден Стэйт Уорриорз» находил силы отвечать на рывки соперника. За последние 4 минуты и 39 секунд игроки «Уорриорз» не смогли набрать ни одного очка. При равном счете 89 на 89 за 52 секунды до конца матча Кайри Ирвинг забил победный трехочковый бросок. Окончательную точку в матче поставил Леброн Джеймс, который забил один из двух штрафных бросков за 11 секунд до конца встречи. Самым результативным игроком матча стал Дрэймонд Грин с 32 очками. Ему не хватило одного результативного паса партнеру до трипл-дабла. В статистическом протоколе матча на счету Грина было 32 очка, 15 подборов, 9 передач. У победителей 27 очков на счету Леброна Джеймса. Он сделал трпл-дабл из 27 очков, 11 подборов, 11 передач.
«Кливленд Кавальерс», который проигрывал по ходу финальной серии один три, стал первой командой в истории НБА, которая стала чемпионом. «Кливленд» впервые в своей истории выиграл чемпионат НБА. Самым ценным игроком финала был назван Леброн Джеймс. Он стал третьим игроком в истории лиги, который сделал трипл-дабл в седьмом матче финала НБА. По итогам семи матчей финальной серии Леброн был лидером по основным статистическим показателям.

## Составы команд

### Кливленд Кавальерс
| \| Поз. \| № \| Гражд. \| Имя \| Рост \| Вес \| Откуда \| \| ---- \| -- \| ----------- \| ------------------ \| ------ \| ------ \| ----------------- \| \| Ф/Ц \| 0 \| ! \| Кевин Лав \| 208 см \| 110 кг \| Калифорния \| \| З/Ф \| 1 \| ! \| Джеймс Джонс \| 203 см \| 98 кг \| Флорида \| \| З \| 2 \| ! \| Кайри Ирвинг \| 191 см \| 88 кг \| Северная Каролина \| \| З \| 4 \| ! \| Иман Шамперт \| 196 см \| 100 кг \| Джорджия \| \| З \| 5 \| ! \| Джей Ар Смит \| 198 см \| 100 кг \| Нью-Джерси \| \| З \| 8 \| Австралия ! \| Мэттью Деллаведова \| 193 см \| 91 кг \| Австралия \| \| Ф/Ц \| 9 \| ! \| Ченнинг Фрай \| 211 см \| 116 кг \| Аризона \| \| З \| 12 \| ! \| Джордан Макрэй \| 196 см \| 81 кг \| Теннесси \| \| Ф \| 13 \| Канада ! \| Тристан Томпсон \| 206 см \| 108 кг \| Техас \| \| Ц \| 14 \| Россия ! \| Александр Каун \| 211 см \| 118 кг \| Канзас \| \| Ц \| 20 \| Россия ! \| Тимофей Мозгов \| 216 см \| 113 кг \| Россия \| \| Ф \| 23 \| ! \| Леброн Джеймс \| 203 см \| 113 кг \| Огайо \| \| З/Ф \| 24 \| ! \| Ричард Джефферсон \| 203 см \| 99 кг \| Аризона \| \| З/Ф \| 30 \| ! \| Дантэй Джонс \| 198 см \| 102 кг \| Северная Каролина \| \| З \| 52 \| ! \| Мо Уильямс \| 185 см \| 90 кг \| Алабама \| | Главный тренер - Тайронн Лью Ассистенты тренера - Джим Бойлан - Бретт Брилмайер - Ларри Дрю - Джеймс Поузи - Фил Хэнди - Майк Лонгабарди Состав • Переходы Последнее изменение: 13 апреля 2016 года |             |                    |        |        |                   |
| Поз. | № | Гражд.      | Имя                | Рост   | Вес    | Откуда            |
| Ф/Ц | 0 | !           | Кевин Лав          | 208 см | 110 кг | Калифорния        |
| З/Ф | 1 | !           | Джеймс Джонс       | 203 см | 98 кг  | Флорида           |
| З | 2 | !           | Кайри Ирвинг       | 191 см | 88 кг  | Северная Каролина |
| З | 4 | !           | Иман Шамперт       | 196 см | 100 кг | Джорджия          |
| З | 5 | !           | Джей Ар Смит       | 198 см | 100 кг | Нью-Джерси        |
| З | 8 | Австралия ! | Мэттью Деллаведова | 193 см | 91 кг  | Австралия         |
| Ф/Ц | 9 | !           | Ченнинг Фрай       | 211 см | 116 кг | Аризона           |
| З | 12 | !           | Джордан Макрэй     | 196 см | 81 кг  | Теннесси          |
| Ф | 13 | Канада !    | Тристан Томпсон    | 206 см | 108 кг | Техас             |
| Ц | 14 | Россия !    | Александр Каун     | 211 см | 118 кг | Канзас            |
| Ц | 20 | Россия !    | Тимофей Мозгов     | 216 см | 113 кг | Россия            |
| Ф | 23 | !           | Леброн Джеймс      | 203 см | 113 кг | Огайо             |
| З/Ф | 24 | !           | Ричард Джефферсон  | 203 см | 99 кг  | Аризона           |
| З/Ф | 30 | !           | Дантэй Джонс       | 198 см | 102 кг | Северная Каролина |
| З | 52 | !           | Мо Уильямс         | 185 см | 90 кг  | Алабама           |

### Голден Стэйт Уорриорз
| \| Поз. \| № \| Гражд. \| Имя \| Рост \| Вес \| Откуда \| \| ---- \| -- \| ----------- \| ------------------- \| ------ \| ------ \| ----------------- \| \| З/Ф \| 4 \| ! \| Брендон Раш \| 198 см \| 100 кг \| Канзас \| \| Ф/Ц \| 5 \| ! \| Маррис Спейтс \| 208 см \| 116 кг \| Флорида \| \| З/Ф \| 9 \| ! \| Андре Игудала \| 198 см \| 98 кг \| Аризона \| \| З \| 11 \| ! \| Клей Томпсон \| 201 см \| 98 кг \| Вашингтон \| \| Ц \| 12 \| Австралия ! \| Эндрю Богут \| 213 см \| 118 кг \| Юта \| \| Ф/Ц \| 18 \| Бразилия ! \| Андерсон Варежао \| 211 см \| 121 кг \| Бразилия \| \| З \| 19 \| Бразилия ! \| Леандро Барбоза \| 191 см \| 88 кг \| Бразилия \| \| Ф \| 20 \| ! \| Джеймс Майкл Макаду \| 206 см \| 104 кг \| Северная Каролина \| \| З \| 21 \| ! \| Иан Кларк \| 191 см \| 79 кг \| Теннесси \| \| Ф \| 23 \| ! \| Дрэймонд Грин \| 201 см \| 104 кг \| Мичиган \| \| З \| 30 \| ! \| Стефен Карри \| 191 см \| 86 кг \| Северная Каролина \| \| Ц \| 31 \| Нигерия ! \| Фестус Эзели \| 211 см \| 116 кг \| Теннесси \| \| З \| 34 \| ! \| Шон Ливингстон \| 201 см \| 83 кг \| Иллинойс \| \| Ф \| 36 \| ! \| Кевон Луни \| 206 см \| 100 кг \| Калифорния \| \| Ф \| 40 \| ! \| Харрисон Барнс \| 203 см \| 102 кг \| Северная Каролина \| | Главный тренер - Стив Керр Ассистенты тренера - Рон Адамс - Люк Уолтон - Джаррон Коллинз - Брюс Фрейзер Состав • Переходы Последнее изменение: 5 апреля 2016 года |             |                     |        |        |                   |
| Поз. | № | Гражд.      | Имя                 | Рост   | Вес    | Откуда            |
| З/Ф | 4 | !           | Брендон Раш         | 198 см | 100 кг | Канзас            |
| Ф/Ц | 5 | !           | Маррис Спейтс       | 208 см | 116 кг | Флорида           |
| З/Ф | 9 | !           | Андре Игудала       | 198 см | 98 кг  | Аризона           |
| З | 11 | !           | Клей Томпсон        | 201 см | 98 кг  | Вашингтон         |
| Ц | 12 | Австралия ! | Эндрю Богут         | 213 см | 118 кг | Юта               |
| Ф/Ц | 18 | Бразилия !  | Андерсон Варежао    | 211 см | 121 кг | Бразилия          |
| З | 19 | Бразилия !  | Леандро Барбоза     | 191 см | 88 кг  | Бразилия          |
| Ф | 20 | !           | Джеймс Майкл Макаду | 206 см | 104 кг | Северная Каролина |
| З | 21 | !           | Иан Кларк           | 191 см | 79 кг  | Теннесси          |
| Ф | 23 | !           | Дрэймонд Грин       | 201 см | 104 кг | Мичиган           |
| З | 30 | !           | Стефен Карри        | 191 см | 86 кг  | Северная Каролина |
| Ц | 31 | Нигерия !   | Фестус Эзели        | 211 см | 116 кг | Теннесси          |
| З | 34 | !           | Шон Ливингстон      | 201 см | 83 кг  | Иллинойс          |
| Ф | 36 | !           | Кевон Луни          | 206 см | 100 кг | Калифорния        |
| Ф | 40 | !           | Харрисон Барнс      | 203 см | 102 кг | Северная Каролина |

## Статистика игроков

### Кливленд Кавальерс
| Игрок              | GP | GS | MPG  | FG%   | 3P%  | FT%   | RPG  | APG | SPG | BPG | PPG  |
| Мэттью Деллаведова | 6  | 0  | 7.6  | .263  | .167 | .833  | 0.5  | 1.0 | 0.0 | 0.0 | 2.7  |
| Ченнинг Фрай       | 4  | 0  | 8.3  | .000  | .000 | 1.000 | 0.8  | 0.0 | 0.0 | 0.5 | 0.5  |
| Кайри Ирвинг       | 7  | 7  | 39.0 | .468  | .405 | .939  | 3.9  | 3.9 | 2.1 | 0.7 | 27.1 |
| Леброн Джеймс      | 7  | 7  | 41.7 | .494  | .371 | .721  | 11.3 | 8.9 | 2.6 | 2.3 | 29.7 |
| Ричард Джефферсон  | 7  | 2  | 24.0 | .516  | .167 | .636  | 5.3  | 0.4 | 1.3 | 0.1 | 5.7  |
| Дантэй Джонс       | 6  | 0  | 3.0  | .500  | .000 | .800  | 0.3  | 0.0 | 0.0 | 0.2 | 1.3  |
| Джеймс Джонс       | 5  | 0  | 4.0  | .000  | .000 | .250  | 0.4  | 0.4 | 0.0 | 0.0 | 0.2  |
| Кевин Лав          | 6  | 5  | 26.3 | .362  | .263 | .706  | 6.8  | 1.3 | 0.7 | 0.3 | 8.5  |
| Джордан Макрэй     | 1  | 0  | 3.0  | 1.000 | .000 | .000  | 1.0  | 0.0 | 0.0 | 0.0 | 4.0  |
| Тимофей Мозгов     | 5  | 0  | 5.0  | .333  | .000 | .750  | 1.6  | 0.0 | 0.6 | 0.2 | 1.4  |
| Иман Шамперт       | 7  | 0  | 18.3 | .304  | .267 | 1.000 | 1.6  | 0.1 | 0.1 | 0.3 | 3.0  |
| Джей Ар Смит       | 7  | 7  | 37.3 | .400  | .356 | .667  | 2.7  | 1.6 | 1.4 | 0.3 | 10.6 |
| Тристан Томпсон    | 7  | 7  | 32.3 | .636  | .000 | .533  | 10.1 | 0.7 | 0.3 | 0.9 | 10.3 |
| Мо Уильямс         | 6  | 0  | 4.8  | .333  | .200 | .000  | 0.5  | 0.2 | 0.5 | 0.0 | 1.5  |

### Голден Стэйт Уорриорз
| Игрок               | GP | GS | MPG  | FG%   | 3P%  | FT%   | RPG  | APG | SPG | BPG | PPG  |
| Леандро Барбоза     | 6  | 0  | 13.1 | .643  | .500 | .727  | 1.0  | 0.8 | 0.5 | 0.2 | 8.2  |
| Харрисон Барнс      | 7  | 7  | 31.7 | .352  | .310 | .600  | 4.4  | 1.4 | 0.7 | 0.4 | 9.3  |
| Эндрю Богут         | 5  | 5  | 12.0 | .471  | .000 | .000  | 3.0  | 0.6 | 0.4 | 2.0 | 3.2  |
| Иан Кларк           | 4  | 0  | 4.8  | .625  | .600 | .000  | 0.8  | 0.5 | 0.0 | 0.0 | 3.3  |
| Стефен Карри        | 7  | 7  | 35.1 | .403  | .400 | .929  | 4.9  | 3.7 | 0.9 | 0.7 | 22.6 |
| Фестус Эзели        | 7  | 1  | 8.6  | .300  | .000 | .500  | 1.9  | 0.4 | 0.1 | 0.1 | 2.0  |
| Дрэймонд Грин       | 6  | 6  | 40.0 | .486  | .406 | .783  | 10.3 | 6.3 | 1.7 | 1.0 | 16.5 |
| Андре Игудала       | 7  | 2  | 34.1 | .466  | .304 | .333  | 6.3  | 4.1 | 0.9 | 0.7 | 9.1  |
| Шон Ливингстон      | 7  | 0  | 21.1 | .511  | .000 | .857  | 3.4  | 2.9 | 0.3 | 0.3 | 8.3  |
| Джеймс Майкл Макаду | 3  | 0  | 6.1  | 1.000 | .000 | .000  | 1.3  | 0.3 | 0.0 | 0.0 | 1.3  |
| Брендон Раш         | 1  | 0  | 5.5  | .000  | .000 | .500  | 1.0  | 0.0 | 0.4 | 0.2 | 0.2  |
| Маррис Спейтс       | 7  | 0  | 4.7  | .222  | .400 | 1.000 | 1.3  | 0.3 | 0.1 | 0.3 | 2.0  |
| Клей Томпсон        | 7  | 7  | 35.3 | .427  | .350 | .786  | 3.0  | 1.9 | 1.0 | 0.6 | 19.6 |
| Андерсон Варежао    | 6  | 0  | 6.9  | .000  | .000 | .500  | 1.3  | 1.0 | 0.2 | 0.0 | 1.2  |